# 総世寺
総世寺（そうせいじ）は、神奈川県小田原市に所在する曹洞宗の寺院。

## 歴史
1441年（嘉吉元年）、小田原城の城主大森氏頼の開基である。同じ大森一族である安叟宗楞を開山として招いて寺を創建した。安叟宗楞は他に同市の海蔵寺や保善院（静岡県熱海市）を開山している。
1493年（明応2年）、三浦義同が義父三浦時高との家督争いで、一時当寺に潜伏していた。
1590年（天正18年）、豊臣秀吉による小田原攻めで、豊臣秀次が当寺に陣を構えていた。その際に銅鐘を寄進しており、この銅鐘は現在でも残っている。

## 文化財
- 銅鐘（神奈川県指定重要文化財 平成2年2月13日指定）[3]
- 総世寺のカヤ（小田原市指定有形文化財 昭和53年3月4日指定）[4]

- 山門
- 総世寺に飾られる小菊

## 交通アクセス
- 路線バス総世寺前停留所より徒歩1分。